# ルイーズ・リントン
ルイーズ・リントン (Louise Linton) という芸名で知られるルイーズ・マヌーチン（Louise Mnuchin, 旧姓：ヘイ、1980年12月21日 - ）は、スコットランド出身の女優であり、アメリカ合衆国財務長官であるスティーブン・ムニューシンの妻としても知られている。
ホラー映画『キャビン・フィーバー リブート』への出演や『CSI:ニューヨーク』や『コールドケース 迷宮事件簿』といったテレビドラマへのゲスト出演でも知られているほか、ロサンゼルスにある独立系映画会社ストームチェイサー・フィルムズの設立者兼プロデュース・パートナーとしても知られている。

## 人物

### 幼少時
リントンはスコットランドのエディンバラにあるマレーフィールドにて、三人きょうだいの末娘として生まれた 。
エディンバラの女子校セント・ジョージ・スクールにて教育をうけたのち、フェテス・カレッジを卒業した。
リントンの実家はエディンバラ郊外にあるメルヴィル城を所有しており、リントンは休日をその城で過ごす。
リントンは幼少時にThe London Academy of Music and Dramatic Artにて教育を受けていた。
リントンの母は彼女が14歳の時に乳がんで死去している。
セント・ジョージスクール卒業後、リントンはモデル契約を断り、ギャップイヤー（大学に入学する前の1年間）にザンビア北部へボランティアへ行ったのち、アメリカ合衆国の大学に進学した 。
リントンはペパーダイン大学にてジャーナリズムの学士を取得して卒業し、西ロサンゼルス法科大学で法務博士（ジュリス・ドクター）を取得した。

### 俳優業
リントンという姓は、彼女の父方の祖父の姓に由来するものであり、自己啓発書『あたらしい私のはじめかた』の著者であるルイーズ・ヘイと混同されるのを防ぐという観点からも、この芸名が用いられている。
リントンは2007年の映画『大いなる陰謀』のミス・M役で映画デビューを果たしたが、劇場公開版からは出演シーンがカットされた。
2008年にはロイ・リーのホラー映画『519号室』にケイティ役で出演した 。
2009年には男性誌マクシムのモデルを務めた。
2012年には自身の兄弟の所有する小舟から名付けたストームチェイサー・フィルムズという独立系映画製作会社を立ち上げ、プロデュース・パートナーを務めている。
また、『CSI:ニューヨーク』や『コールドケース迷宮事件簿』といったテレビドラマにゲスト出演したほか、Crew 2 Crewという映画にも出演し、SF映画 Scavengersでは主役を務めた。2016年には『キャビン・フィーバー リブート』と『Intruder』に出演した。

### 慈善活動
リントンはUCLAマテル子ども病院の理事会と、エディンバラにあるフェテス・カレッジのOld Fettesian’s US Board of Trustees にそれぞれ所属している。
また、彼女は2010年から12年までの間Erskine Wounded Warriors Scotlandの大使を務めたのち、嚢胞性線維症患者のための団体であるScottish Butterfly Trust for Cystic Fibrosisの大使を務めている。

### 回顧録"In Congo's Shadow"
2009年から11年までのインタビューの中で、リントンは1999年のギャップイヤー（大学入学前の1年間）に、「戦争で荒廃していた」ザンビアへ行き、彼女がボランティアへ行った村が茂みに潜んでいたフツ族の反乱者たちに襲われたことがあったと述べている 。
2016年、リントンはこの経験を基に、ウェンディ・ホールデンとの共著という形で "In Congo's Shadow"を自費出版しようとしたところ、激しい非難が寄せられた。
この書籍からの抜粋が新聞テレグラフに掲載された際、ザンビアについて誤解を与える恐れがあるとして、新聞の読者から厳しい視線が寄せられた。
その結果、リントンは書籍の発売を一時中止した 。
駐倫ザンビア大使館を含む複数の団体からも、白人の救世主の物語を広めかねないという批判があった。
その後、リントンは騒動を起こしてしまったことについて謝罪し、本から得た収益は適切な慈善団体に寄付すると述べた。
また、テレグラフも事実確認が不十分なまま抜粋を掲載したことについて謝罪した。

### 最初の結婚
2005年から2010年の間、リントンはロサンゼルスの弁護士ロナルド・リチャーズと婚姻関係にあった。

### スティーブン・ムニューシンの妻として
2017年にリントンは、ゴールドマンサックスの元共同経営者にしてデューン・エンターテインメントの設立者であるスティーブン・ムニューシンと婚約を結んだことを発表した。
なお、マヌーチンはアメリカ合衆国財務長官就任に当たり、利益相反を避けるためにデューン・エンターテインメント代表の座を辞した。
2016年5月上旬にリントンが新たな役職に就くことが報じられ 、上院財政委員会の一員である民主党のロン・ワイデン上院議員の注意を引き、ワイデンは彼女の任命によってマヌーチンが会社から完全に関係を切り離されるのかという質問を送った。財務省はリンデンの役職は無給だと回答した一方、リンデンは5月下旬に最高経営責任者代行の座に就いた。
2人は共通の友人を通じて知り合ったとされ、同年6月24日に開かれた結婚式には、副大統領であるマイク・ペンスをはじめとする約300人が出席し、ワシントンDCにあるアンドリュー・メロン・オーディトリアムにて執り行われた。
2017年8月21日、リントンは夫とともにケンタッキー州フォートノックス行きの政府専用機から降りたところを写した写真に、自身が身に着けている高級ブランド服やアクセサリーのブランド名のハッシュタグをつけ、それをInstagramに投稿したことが問題視された。
彼女の投稿を見たオレゴン州の女性が皮肉のコメントを寄せた際、リントンは「私はあなた（オレゴン州の女性）よりもアメリカの経済のためにたくさんお金を使い、たくさん税金を払っている」と答え、「おめでたいまでにわかっていない」と述べた 。
その後、夫妻は旅費を政府に返金した。
リントンはこれら一連の投稿を不適切で無神経だったことを認め、広報担当者の電子メールを通じて謝罪した。

## フィルモグラフィ

### 映画
| 公開年 | 邦題 原題                                                    | 役名                       | 備考                                             |
| ------ | ------------------------------------------------------------ | -------------------------- | ------------------------------------------------ |
| 2007   | 大いなる陰謀 Lions for Lambs                                 | スキンケア・コンサルタント | 劇場公開版では出演シーンカット                   |
| 2008   | 519号室 The Echo                                             | ケイティ                   |                                                  |
| 2008   | Banking on Love                                              | Dina                       |                                                  |
| 2008   | Heineken Experience: Brew You                                | 美女                       | ハイネケン・エクスピリエンスで上映される短編映画 |
| 2010   | Screwball: The Ted Whitfield Story                           | Shannon Storm              |                                                  |
| 2012   | ヒラリー・ダフ in 恋する彼女はスーパースター en:She Wants Me | ジェシカ                   |                                                  |
| 2012   | Crew 2 Crew                                                  | Samantha                   |                                                  |
| 2013   | パニッシュメント en:The Power of Few                         | コーリーの母               |                                                  |
| 2013   | Scavengers                                                   | Emerson                    |                                                  |
| 2014   | Serial Daters Anonymous                                      | Claire                     |                                                  |
| 2016   | キャビン・フィーバー リブート Cabin Fever                    | Deputy Winston             |                                                  |
| 2016   | Intruder                                                     | Elizabeth                  |                                                  |
| 2016   | The Midnight Man                                             | Annie Luster               |                                                  |
| 2016   | ハリウッド・スキャンダル Rules Don't Apply                   | ベティ                     |                                                  |
| 2017   | Odious                                                       | Veronica                   | ポストプロダクション                             |

### テレビ番組
| 放送年 | 邦題 原題                           | 役名                           | 備考                                                                  |
| ------ | ----------------------------------- | ------------------------------ | --------------------------------------------------------------------- |
| 2007   | en:The Daily Habit                  | Amy                            | 2話                                                                   |
| 2007   | CSI:ニューヨーク CSI: NY            | シモーヌ                       | 『ワインと異常な愛情』（原題： "A Daze of Wine and Roaches"）に出演。 |
| 2009   | コールドケース 迷宮事件簿 Cold Case | ルイーズ・パターソン（1944年） | Episode: "WASP"                                                       |
| 2011   | en:William & Kate: The Movie        | Vanessa Rose Bellows           | テレビ映画                                                            |
| 2012   | en:A Smile as Big as the Moon       | ジュリー                       | テレビ映画                                                            |